# Megaselia aequidistans
Megaselia aequidistans är en tvåvingeart som beskrevs av Bridarolli 1951. Megaselia aequidistans ingår i släktet Megaselia och familjen puckelflugor. Inga underarter finns listade i Catalogue of Life.